# Atletismo nos Jogos Olímpicos de Verão de 1984
Nos Jogos Olímpicos de Verão de 1984 em Los Angeles, 41 eventos do atletismo foram realizados, sendo 24 masculinos e 17 femininos.

## Medalhistas
Masculino
| Evento                         | Ouro                                                                   | Prata                                                             | Bronze                                                                |
| ------------------------------ | ---------------------------------------------------------------------- | ----------------------------------------------------------------- | --------------------------------------------------------------------- |
| 100 metros detalhes            | Carl Lewis USA Estados Unidos                                          | Sam Graddy USA Estados Unidos                                     | Ben Johnson CAN Canadá                                                |
| 200 metros detalhes            | Carl Lewis USA Estados Unidos                                          | Kirk Baptiste USA Estados Unidos                                  | Thomas Jefferson USA Estados Unidos                                   |
| 400 metros detalhes            | Alonzo Babers USA Estados Unidos                                       | Gabriel Tiacoh CIV Costa do Marfim                                | Antonio McKay USA Estados Unidos                                      |
| 800 metros detalhes            | Joaquim Cruz BRA Brasil                                                | Sebastian Coe GBR Grã-Bretanha                                    | Earl Jones USA Estados Unidos                                         |
| 1500 metros detalhes           | Sebastian Coe GBR Grã-Bretanha                                         | Steve Cram GBR Grã-Bretanha                                       | José Manuel Abascal ESP Espanha                                       |
| 5000 metros detalhes           | Saïd Aouita MAR Marrocos                                               | Markus Ryffel SUI Suíça                                           | António Leitão POR Portugal                                           |
| 10000 metros detalhes          | Alberto Cova ITA Itália                                                | Mike McLeod GBR Grã-Bretanha                                      | Mike Musyoki KEN Quênia                                               |
| 110 m com barreiras detalhes   | Roger Kingdom USA Estados Unidos                                       | Greg Foster USA Estados Unidos                                    | Arto Bryggare FIN Finlândia                                           |
| 400 m com barreiras detalhes   | Edwin Moses USA Estados Unidos                                         | Danny Harris USA Estados Unidos                                   | Harald Schmid FRG Alemanha Ocidental                                  |
| 3000 m com obstáculos detalhes | Julius Korir KEN Quênia                                                | Joseph Mahmoud FRA França                                         | Brian Diemer USA Estados Unidos                                       |
| Revezamento 4x100 m detalhes   | Sam Graddy Ron Brown Calvin Smith Carl Lewis USA Estados Unidos        | Al Lawrence Greg Meghoo Don Quarrie Ray Stewart JAM Jamaica       | Ben Johnson Tony Sharpe Desai Williams Sterling Hinds CAN Canadá      |
| Revezamento 4x400 m detalhes   | Sunder Nix Ray Armstead Alonzo Babers Antonio McKay USA Estados Unidos | Kriss Akabusi Garry Cook Todd Bennett Phil Brown GBR Grã-Bretanha | Sunday Uti Moses Ugbusien Rotimi Peters Innocent Egbunike NGR Nigéria |
| Maratona detalhes              | Carlos Lopes POR Portugal                                              | John Treacy IRL Irlanda                                           | Charlie Spedding GBR Grã-Bretanha                                     |
| Marcha atlética 20 km detalhes | Ernesto Canto MEX México                                               | Raúl González MEX México                                          | Maurizio Damilano ITA Itália                                          |
| Marcha atlética 50 km detalhes | Raúl González MEX México                                               | Bo Gustafsson SWE Suécia                                          | Sandro Bellucci ITA Itália                                            |
| Salto em altura detalhes       | Dietmar Mögenburg FRG Alemanha Ocidental                               | Patrik Sjöberg SWE Suécia                                         | Zhu Jianhua CHN China                                                 |
| Salto com vara detalhes        | Pierre Quinon FRA França                                               | Mike Tully USA Estados Unidos                                     | Earl Bell USA Estados Unidos Thierry Vigneron FRA França              |
| Salto em distância detalhes    | Carl Lewis USA Estados Unidos                                          | Gary Honey AUS Austrália                                          | Giovanni Evangelisti ITA Itália                                       |
| Salto triplo detalhes          | Al Joyner USA Estados Unidos                                           | Mike Conley USA Estados Unidos                                    | Keith Connor GBR Grã-Bretanha                                         |
| Arremesso de peso detalhes     | Alessandro Andrei ITA Itália                                           | Michael Carter USA Estados Unidos                                 | Dave Laut USA Estados Unidos                                          |
| Lançamento de dardo detalhes   | Arto Härkönen FIN Finlândia                                            | Dave Ottley GBR Grã-Bretanha                                      | Kenth Eldebrink SWE Suécia                                            |
| Lançamento de disco detalhes   | Rolf Danneberg FRG Alemanha Ocidental                                  | Mac Wilkins USA Estados Unidos                                    | John Powell USA Estados Unidos                                        |
| Lançamento de martelo detalhes | Juha Tiainen FIN Finlândia                                             | Karl-Hans Riehm FRG Alemanha Ocidental                            | Klaus Ploghaus FRG Alemanha Ocidental                                 |
| Decatlo detalhes               | Daley Thompson GBR Grã-Bretanha                                        | Jürgen Hingsen FRG Alemanha Ocidental                             | Siegfried Wentz FRG Alemanha Ocidental                                |

Feminino
| Evento                       | Ouro                                                                                           | Prata                                                                         | Bronze                                                                                |
| ---------------------------- | ---------------------------------------------------------------------------------------------- | ----------------------------------------------------------------------------- | ------------------------------------------------------------------------------------- |
| 100 metros detalhes          | Evelyn Ashford USA Estados Unidos                                                              | Alice Brown USA Estados Unidos                                                | Merlene Ottey JAM Jamaica                                                             |
| 200 metros detalhes          | Valerie Brisco-Hooks USA Estados Unidos                                                        | Florence Griffith USA Estados Unidos                                          | Merlene Ottey JAM Jamaica                                                             |
| 400 metros detalhes          | Valerie Brisco-Hooks USA Estados Unidos                                                        | Chandra Cheeseborough USA Estados Unidos                                      | Kathy Smallwood-Cook GBR Grã-Bretanha                                                 |
| 800 metros detalhes          | Doina Melinte ROU Romênia                                                                      | Kim Gallagher USA Estados Unidos                                              | Fiţa Lovin ROU Romênia                                                                |
| 1500 metros detalhes         | Gabriella Dorio ITA Itália                                                                     | Doina Melinte ROU Romênia                                                     | Maricica Puică ROU Romênia                                                            |
| 3000 metros detalhes         | Maricica Puică ROU Romênia                                                                     | Wendy Smith-Sly GBR Grã-Bretanha                                              | Lynn Williams CAN Canadá                                                              |
| 100 m com barreiras detalhes | Benita Fitzgerald USA Estados Unidos                                                           | Shirley Strong GBR Grã-Bretanha                                               | Michèle Chardonnet FRA França Kim Turner USA Estados Unidos                           |
| 400 m com barreiras detalhes | Nawal El Moutawakel MAR Marrocos                                                               | Judi Brown USA Estados Unidos                                                 | Cristeana Cojocaru ROU Romênia                                                        |
| Revezamento 4x100 m detalhes | Alice Brown Jeanette Bolden Chandra Cheeseborough Evelyn Ashford USA Estados Unidos            | Angela Bailey Marita Payne Angella Taylor-Issajenko France Gareau CAN Canadá  | Simmone Jacobs Kathy Smallwood-Cook Beverley Goddard Heather Hunte GBR Grã-Bretanha   |
| Revezamento 4x400 m detalhes | Lillie Leatherwood Sherri Howard Valerie Brisco-Hooks Chandra Cheeseborough USA Estados Unidos | Charmaine Crooks Jillian Richardson Molly Killingbeck Marita Payne CAN Canadá | Heike Schulte-Mattler Ute Thimm Heidi-Elke Gaugel Gaby Bußmann FRG Alemanha Ocidental |
| Maratona detalhes            | Joan Benoit USA Estados Unidos                                                                 | Grete Waitz NOR Noruega                                                       | Rosa Mota POR Portugal                                                                |
| Salto em altura detalhes     | Ulrike Meyfarth FRG Alemanha Ocidental                                                         | Sara Simeoni ITA Itália                                                       | Joni Huntley USA Estados Unidos                                                       |
| Salto em distância detalhes  | Anişoara Cuşmir-Stanciu ROU Romênia                                                            | Vali Ionescu ROU Romênia                                                      | Susan Hearnshaw GBR Grã-Bretanha                                                      |
| Arremesso de peso detalhes   | Claudia Losch FRG Alemanha Ocidental                                                           | Mihaela Loghin ROU Romênia                                                    | Gael Martin AUS Austrália                                                             |
| Lançamento de dardo detalhes | Tessa Sanderson GBR Grã-Bretanha                                                               | Tiina Lillak FIN Finlândia                                                    | Fatima Whitbread GBR Grã-Bretanha                                                     |
| Lançamento de disco detalhes | Ria Stalman NED Países Baixos                                                                  | Leslie Deniz USA Estados Unidos                                               | Florenţa Crăciunescu ROU Romênia                                                      |
| Heptatlo detalhes            | Glynis Nunn AUS Austrália                                                                      | Jackie Joyner USA Estados Unidos                                              | Sabine Everts FRG Alemanha Ocidental                                                  |

## Quadro de medalhas

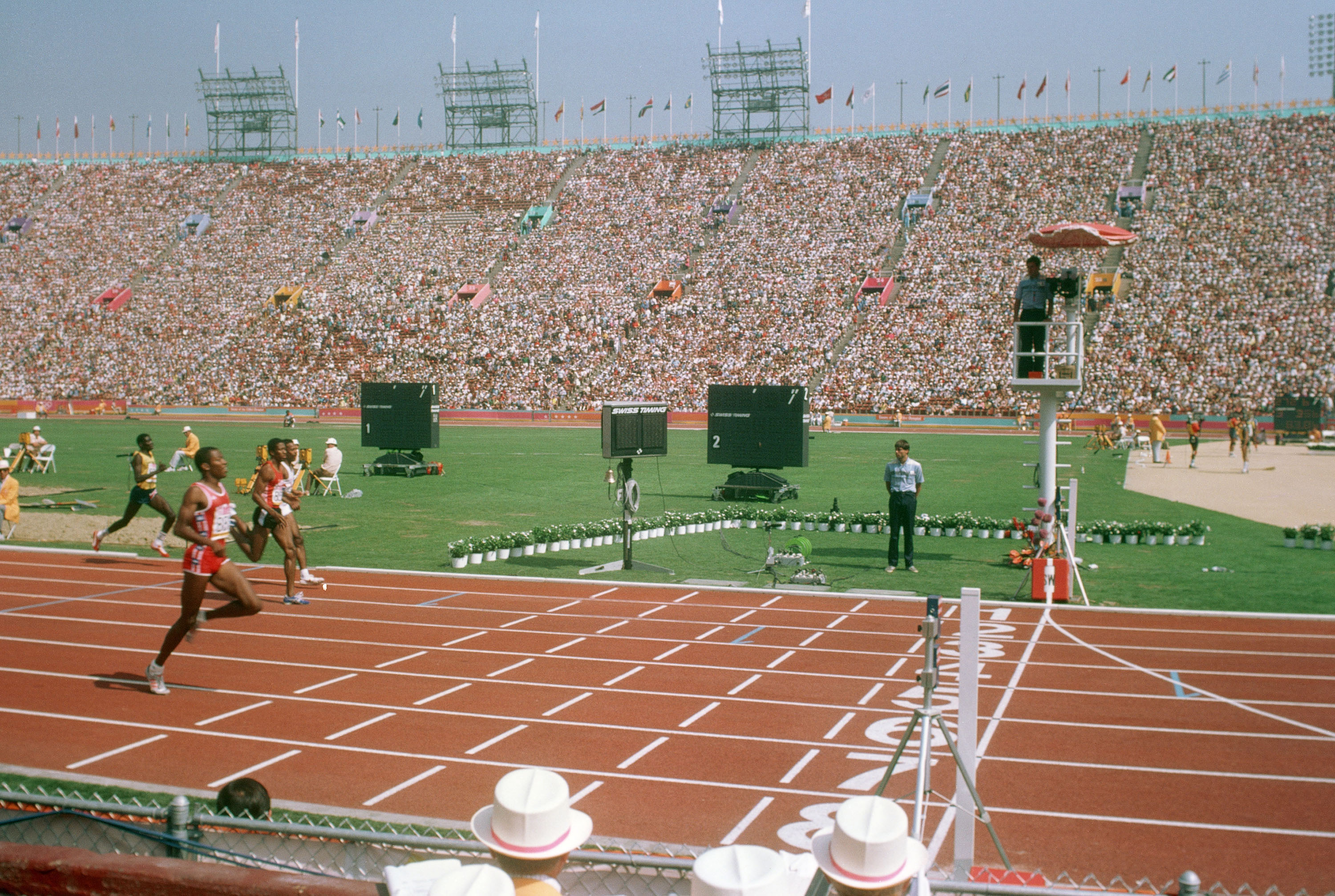
Atletas durante os 400 metros para homens.

| Ordem | País                   | Medalha de ouro | Medalha de prata | Medalha de bronze |     |
| ----- | ---------------------- | --------------- | ---------------- | ----------------- | --- |
| 1     | USA Estados Unidos     | 16              | 15               | 9                 | 40  |
| 2     | FRG Alemanha Ocidental | 4               | 2                | 5                 | 11  |
| 3     | GBR Grã-Bretanha       | 3               | 7                | 6                 | 16  |
| 4     | ROU Romênia            | 3               | 3                | 4                 | 10  |
| 5     | ITA Itália             | 3               | 1                | 3                 | 7   |
| 6     | FIN Finlândia          | 2               | 1                | 1                 | 4   |
| 7     | MEX México             | 2               | 1                |                   | 3   |
| 8     | MAR Marrocos           | 2               |                  |                   | 2   |
| 9     | FRA França             | 1               | 1                | 2                 | 4   |
| 10    | AUS Austrália          | 1               | 1                | 1                 | 3   |
| 11    | POR Portugal           | 1               |                  | 2                 | 3   |
| 12    | KEN Quênia             | 1               |                  | 1                 | 2   |
| 13    | BRA Brasil             | 1               |                  |                   | 1   |
| 13    | NED Países Baixos      | 1               |                  |                   | 1   |
| 15    | CAN Canadá             |                 | 2                | 3                 | 5   |
| 16    | SWE Suécia             |                 | 2                | 1                 | 3   |
| 17    | JAM Jamaica            |                 | 1                | 2                 | 3   |
| 18    | CIV Costa do Marfim    |                 | 1                |                   | 1   |
| 18    | IRL Irlanda            |                 | 1                |                   | 1   |
| 18    | NOR Noruega            |                 | 1                |                   | 1   |
| 18    | SUI Suíça              |                 | 1                |                   | 1   |
| 22    | CHN China              |                 |                  | 1                 | 1   |
| 22    | ESP Espanha            |                 |                  | 1                 | 1   |
| 22    | NGR Nigéria            |                 |                  | 1                 | 1   |
| TOTAL | TOTAL                  | 41              | 41               | 43                | 125 |